# Michel von Tell
Michel von Tell (Zurigo, 8 ottobre 1980) è un imprenditore, giornalista, cabarettista e pilota motociclistico svizzero.

## Biografia
È stato un giocatore di baseball a livello professionistico nel campionato svizzero NLB, la seconda lega nazionale.
Durante il Ruanda Rally (Rwanda Mountain Gorilla Rally) del 2000 si piazzò al sesto posto.
Ha studiato economia ed ha operato nel settore della finanza (Harvard & NYIF). Dopo aver operato a lungo come imprenditore, nel 2020 è stato consulente capo nella camera bassa tedesca, Bundestag, oltre che consulente di aziende e vip.
Nel 2012 ha venduto la maggior parte delle sue aziende e ha cominciato a fare il giornalista e a realizzare documentari, collaborando con personaggi come Gerhart Baum (politico ed ex ministro tedesco) e Peter Scholl-Latour (giornalista e scrittore tedesco). 
Il suo podcast, prodotto a partire dal 2021, ha registrato più di 10 milioni di ascolti ed è stato inserito da Top Magazin nella lista Who is Who dei 100 più importanti youtuber di lingua tedesca.
Nel 2020 ha stabilito il record mondiale di distanza percorsa, usando la prima Harley-Davidson elettrica. Ha coperto la distanza di 1723 km in 24 ore, attraversando Austria, Svizzera, Germania e Liechtenstein. L'impresa è stata seguita da una piccola squadra, sei osservatori ufficiali e dalla stampa locale. Il nuovo "record verde" ha fatto notizia in oltre 50 Paesi del mondo.
Nel 2021 ha partecipato alla 24 Ore “Eco Grand Prix” del Nürnburgring  (Porsche). È un sostenitore di lunga data del "Love Ride", un festival motociclistico che si svolge a Zurigo.
Occasionalmente partecipa a tornei di poker e risulta essere, secondo "Swiss Money List", tra i migliori giocatori del Paese.
Si esibisce talvolta come musicista in spazi come lo Space Club a Ibiza o alla Street Parade di Zurigo, la più grande festa di musica elettronica del mondo.
In passato, ha vissuto temporaneamente in Sicilia e a Milano.